# Centromerus difficilis
Centromerus difficilis är en spindelart som först beskrevs av Kulczynski 1926.  Centromerus difficilis ingår i släktet Centromerus och familjen täckvävarspindlar. Inga underarter finns listade i Catalogue of Life.